# 黄文魁
黄文魁（1928年10月1日—1982年12月24日）是福建莆田人，中国有机化学家、教育家，九三学社社员。曾在交通大学、复旦大学任助教，在兰州大学工作的27年间历任助教、讲师、教授, 兰州大学有机化学研究所副所长兼有机合成研究室主任，曾任甘肃省政协委员、中国化学会理事、《化学学报》和《化学通报》编辑、甘肃省药学会副理事长等职。长期从事天然产物化学和有机合成化学的教学和科学研究工作。

## 生平
黄文魁是福建省莆田地区（现市）涵江镇（现区）霞徐街人，早年曾就读于霞徐小学、涵江中学(只有初中部,现莆田第六中学)、莆田中学(只有高中部,现莆田第一中学)和上海的国立交通大学（1949年更名交通大学,现上海交通大学）化学系。1950年，黄文魁选择《新法合成氯霉素》作为其毕业论文的题目，并于1951年合成出了用于生产氯霉素的关键性中间原料。《解放日报》称这种方法“比美国方法所用原料便宜一半”；《大公报》说“这一试验的成功，在反封锁斗争中更增加了一份力量”。同年，黄文魁因其贡献被上海市总工会按照上海市劳动模范安排到杭州休养所休养(1951年11月22日合影留念,后被人们误认为是劳动模范,1982年记者访问时他郑重更正)，并留在大学任教。
二十世纪五十年代初，黄文魁参与了朱子清领导的贝母植物碱的研究，并于1955年初大胆提出把锌粉蒸馏和硒脱氢两种方法联合应用的方法，尽管受到同事的嘲讽和质疑,但仍然坚持不懈地试验努力，突破二十几年的停滞不前，成功确定该植物碱的基本骨架为变形甾体，该项研究获得了1956年的中国第一届国家自然科学奖(原名称:中国科学院科学奖金)。1955年，黄文魁为支援中国西北地区的建设，选择带领自己的家人离开上海的复旦大学，来兰州大学工作。1956年在朱子清教授和程溥教授的力劝下，原无意参加任何政治团体的黄文魁答应加入“九三学社”。为文革的革命小将新增一条批判理由。 
1956年，黄文魁率先在国内开辟研究碘杂环化合物的新领域，并首创合成环状碘鎓盐的新方法——硫酸亚碘酰法，把原来四步反应，简化为一步。在随后的10年间先后合成五员、六员、七员30多种碘杂环化合物（占国际上合成數的一半以上），並发现一些奇特性质，如：显色反应、顺磁信号、防辐射和降血压的作用，室温下具有接近金属的导电性。他发表在《中国科学》的论文被国内外广泛引用，这项研究成果获得1978年甘肃省和全国科学大会的奖励。文革前兰州大学化学系有机教研室一位获英国博士的教授对该研究"很感兴趣"并提出将其名署在文章的最后一位时,遭到为人正直，刚直不阿的朱子清教授的否定并断然制止。
文化大革命期间，黄文魁被打成“白专典型”、“历史反革命分子”(中学时集体加入三青团并任分队副)而受到批判、抄家，住过牛棚，右臂戴白色袖章（区分牛鬼蛇神与左臂戴红色袖章的革命派别：革联、红联、红三司、红卫兵、红小兵），在校内劳动掏大粪，进行思想改造。但他依旧坚持研究工作，并先后于1969年、1970年为无臭青霉素合成、农药、口服避孕药的合成试制作出贡献，并参加山黧豆、地椒草等研究任务。打倒「四人帮」后的1977年，派性严重的兰大化学系有机教研室党员教师仍然批判崔乃夫文革前「有人吃肉、有人喝汤、有人啃骨头」反动路线时，黄文魁被指就是兰州大学化学系那个「吃肉人」。
20世纪70年代初，中国开始了抗癌新药三尖杉酯碱的研究工作并为此成立由中科院上海药物所、医科院北京药物研究所和兰州大学化学系组成的三尖杉酯碱类合成攻关协作组。1972年，黄文魁领导兰州大学三尖杉研究课题组开展相关领域研究，黄文魁突破教课书的禁区，将“雷福尔马茨基反应”用于生物碱的合成，并在全国三尖杉合成攻关协作会上毫无保留地介绍了整个方案。1973年5月，黄文魁在世界上首次合成脱氧三尖杉酯碱。但黄文魁的科研成果受到上海药物所李述文的剽窃，李述文沿用黄文魁此前赴上海学术交流时所提出的科研方向，利用上海药物所的优越条件抢在黄文魁前发表了以自己为第一作者的论文，导致协作组间成为互相防备和竞争的对手。
1977年，在化学系一位领导的暗中支持下，有机教研室的部分党员教师发起强烈攻击，并要给黄文魁戴右派帽子。黄文魁被迫将实验室的钥匙上交该领导，并暂停了三尖杉研究。1978年福建中医研究所派人前往兰州大学开始参与该项研究，黄文魁设计了高三尖杉酯碱和高脱氧三尖杉酯碱合成路线并全程详细指导实验步骤，因长时间无法拿到高三尖杉酯碱的结晶，该合作者对合成路线提出强烈质疑并牢骚满腹。1979年春节前，黄文魁只好亲自动手从废弃的母液中结晶出高三尖杉酯碱，使合作者高兴地回福州欢度春节。三尖杉研究在异三尖杉酯碱合成出来之前，获得了1982年中国第二届国家自然科学奖。异三尖杉酯碱由于其结构相对复杂和特殊，直接沿用同类化合物的合成路线遇到了难以逾越的障碍。1981年黄文魁在康奈尔大学时,在阅读Dr. Meinwaed发表的论文时得到灵感，设计了一套新的合成路线並写信寄回兰州。在李裕林副教授领导的合成未能如愿之后,讲师潘鑫复带领研究生最终实现异三尖杉酯碱的合成。1982年黄文魁小组用不同的第三种方法合成了三尖杉酯碱，至此三尖杉具有抗癌的五种酯碱在黄文魁小组均全部实现合成，其中四种为世界上首次，一种是提供高效率的第三种合成路线。该项研究遥遥领先美国哈佛大学同行（世界上首次合成三尖杉酯碱）的研究工作。
1978年底，应卢嘉锡的邀请，黄文魁带领助手参加了在卢嘉锡领导下、自1972年开始的固氮酶活性中心化学模拟物的研究工作，合成出化学模拟物结晶，三种结晶在中国经严格测试，具有把氮-15转化为氨-15的催化活性，这是世界上人工合成的创举。最终黄文魁与卢嘉锡凭借该项研究获得1980年中国科学院和福建省科技成果一等奖。1981年这些结晶在美国的 Kettering Laboratory 进行了多种不同测试,有些测试得到了令人意想不到的惊人结果。
1979年被授予全国劳动模范。被授予全国劳动模范后,有多名记者和宣传干部要采访他,都被拒之门外,1982年夏天的一个傍晚,聂大江校长亲自登门做思想工作,经几小时的恳谈,他勉强同意接受采访,才有了后面的一系列文章。
1981年2月，黄文魁以公派访问学者名义到美国斯坦福大学工作三个月，又在康奈尔大学工作访问一年(非公派)，进行了两种昆虫信息激素的有机合成研究工作。他仔细分析了他们原来设计的合成路线，推敲了他们费时2年多尚未突破的关键所在，然后另辟蹊径，连续奋战四个月，得到了人工合成的纯品。接着又很快实现了另一种昆虫信息激素的人工合成。得到Dr. Meinwaed的高度赞扬，希望同黄文魁教授进一步合作，并约定于1983年暑假到兰州大学参观访问及商量合作事宜。在美期间曾受邀在Boston College 和 Kettering Laboratory作学术报告。在康奈尔大学作了两次学术报告。第一次在1981年10月1日,报告了贝母植物碱、狼毒素、碘杂环、三尖杉的人工合成研究，报告令系主任(1981年10月诺贝尔化学奖获得者)Dr. Roald Hoffmann 印象深刻，10月5日开始邀请黄文魁教授参加系里每两周一次的Faculty Meeting。第二次(回国前,时间不详)报告了昆虫信息激素和异三尖杉酯碱的人工合成。
除上所述外，黄文魁还曾通过实验测试与理论推断,阐明了石斛碱、那可汀等五种植物碱的绝对构型和两种植物碱的相对构型，其结论与英国和日本后来用其它方法测定的结果完全一致。同时他的狼毒素的结构研究、笨乙酸的新合成法等方面，也取得了具有较高学术水平的研究成果。他1953 年的“利用葡萄糖或转化糖的碱性溶液作还原剂，将硝基苯酚、亚硝基苯酚或偶氮苯酚类还原为氨基酚类化合物”的研究成果，入选为有机合成化学/有机合成反应的代表性成就之一，载入《中国化学五十年》（1932 - 1982）。
1982年11月被授予甘肃省劳动模范。同年12月24日，黄文魁应邀赶往中国科学院广州化学所参加评议会议，在其搭乘中国民航202号航班客机飞赴广州途中，飞机电线短路着火致使飞机紧急降落。因机组人员率先逃命置乘客而不顾，导致黄文魁窒息死亡，终年54岁。
黄文魁一生很尊敬他人的劳动，很多课题都是他提出,实验路线由他设计，一路详细指导控制实验条件，但只要他没有亲手做大量实验，发表论文时他绝不将自己名字署在前头。他生平最痛恨、鄙视那种在科研工作中投机取巧,趋名逐利的恶劣作风。在成绩和荣誉面前，他从不突出自己，总是说这是集体劳动的成果，对于协作单位十分尊重。他学术水平很高，实验技术纯熟，高超的重结晶技术更是公认的，而且从不保密。他一生最痛恨弄虚作假,从不为名利而去粗制滥造,对科学研究总是保持高度严谨的态度.并要求在发表论文前必须至少有三次成功的重复实验(异三尖杉酯碱的合成除外)。武守志院长这样写到：“其实，他早在读大学时就已显露了创造性的科学才思，许多重大的科研成果正是在他"艰难的中年"时期获得的。他的研究成果受到国内外化学界的高度重视，而他却每每在自己的成果后面隐退。他最容易忘的是他的荣誉，最忘不掉的是科学的前沿；总是不停顿地朝着新的目标前走，一直走下去，走进沉思，远离浮躁。所以他始终没有成为一个"公众人物"”、“我所认识的一位拒绝媚俗、远离浮躁的真科学家”。
1983年1月27日，甘肃省人民政府追授黄文魁为省特等劳动模范。此后，为纪念黄文魁教授，兰州大学于1992年12月24日决定在皋兰山校林场立黄文魁纪念碑，1994年4月8日举行落成典礼。2002年兰州大学将榆中校区的一条道路命名为文魁大道（兰州大学首条以教师命名的道路。2024年初所有"大道"改"路",现名"文魁路"）。2006年10月1日莆田第一中学校区内的“文魁亭”正式落成。2014年开始举办“文魁论坛”,2014年5月16日北京大学副校长高松院士做客首场“文魁论坛”。为纪念黄文魁先生诞辰90周年，2018年4月5日（清明节）兰州大学化学化工学院、功能有机分子化学国家重点实验室师生在兰大林场黄文魁先生纪念碑的周围植建了“文魁林”。2024年3月27日黄文魁先生子女向兰州大学捐资六百万美元设立“文魁基金”。

## 学术研究
- 完成30多项有机合成方面的研究课题。
- 贝母生物碱的研究。
- 三尖杉酯碱类生物碱。
- 碘杂环化合物和固氮酶活性中心模拟物的合成研究。